# Cycas edentata
Cycas edentata är en kärlväxtart som beskrevs av De Laub.. Cycas edentata ingår i släktet Cycas, och familjen Cycadaceae. IUCN kategoriserar arten globalt som nära hotad. Inga underarter finns listade i Catalogue of Life.